# Arbanitis melancholicus
Espèce
Synonymes
- Dyarcyops melancholicus Rainbow & Pulleine, 1918
- Misgolas melancholicus (Rainbow & Pulleine, 1918)

Arbanitis melancholicus est une espèce d'araignées mygalomorphes de la famille des Idiopidae.

## Distribution
Cette espèce est endémique de Nouvelle-Galles du Sud en Australie. Elle a été découverte à Sydney.

## Description
La carapace du mâle mesure 8,1 mm de long sur 7 mm et l'abdomen 8,1 mm de long sur 5 mm et la carapace de la femelle mesure 10,7 mm de long sur 7,9 mm et l'abdomen 9,4 mm de long sur 8,2 mm.

## Publication originale
- Rainbow & Pulleine, 1918 : Australian trap-door spiders. Records of the Australian Museum, vol. 12, p. 81-169 (texte intégral).